# Tomás Balcázar
Tomás Balcázar González (Guadalajara, 4 maggio 1931 – Guadalajara, 26 aprile 2020) è stato un calciatore messicano, di ruolo attaccante.

## Biografia
È il suocero del calciatore Javier Hernández Gutiérrez, nonché il nonno di Javier Hernández, anch'egli del mestiere; tutti e tre i calciatori hanno preso parte, in edizioni diverse, a un'edizione del campionato mondiale di calcio.

## Carriera

### Club
Ha giocato nella prima divisione messicana.

### Nazionale
Con la nazionale messicana ha preso parte ai Mondiali 1954, segnando un gol nella partita persa per 3-2 contro la Francia

## Palmarès

### Club

#### Competizioni nazionali
- Campionato messicano: 1

Guadalajara: 1956-1957